# Diamagnetyzm plazmy
Diamagnetyzm plazmy – właściwość plazmy, która polega na osłabianiu wpływu zewnętrznego pola magnetycznego. Zewnętrzne pole magnetyczne, które działa na plazmę, powoduje krążenie jej naładowanych cząstek wokół linii sił tego pola (jest to tzw. prąd magnesowania lub inaczej prąd cyklotronowy). W efekcie prąd magnesowania powoduje powstanie pola magnetycznego o kierunku przeciwnym do kierunku zewnętrznego pola magnetycznego.